# Harpago (general)
Harpago (en acadio Arbaku) fue un general medo que facilitó el acceso de Ciro II el Grande al trono medo-persa. Posteriormente fue sátrapa de Lidia.

## Biografía

### Cortesano de Astiages

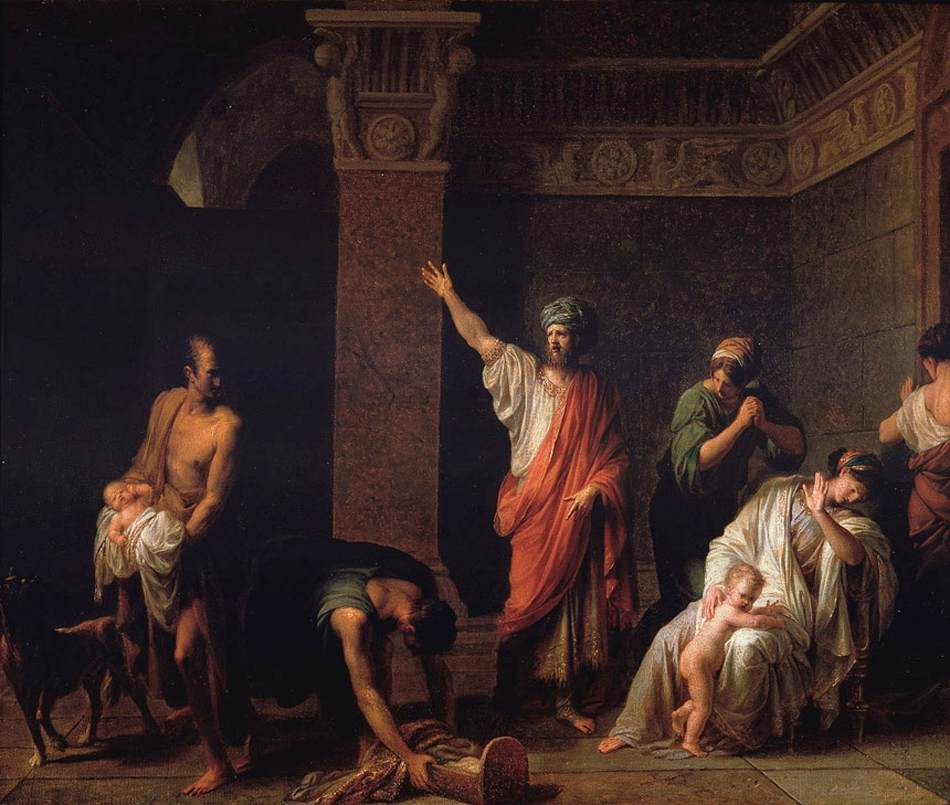
El rey Astiages mandando a Harpago matar a su nieto Ciro.

Harpago era un cortesano del rey medo Astiages, cuyo reinado puede situarse aproximadamente entre el 585 a. C. y el 550 a. C. Según el historiador griego Heródoto de Halicarnaso, quien es nuestra única fuente para conocer a Harpago pero que vivió más de un siglo después de los hechos que relata, Astiages tuvo un sueño acerca de su nieto Ciro, hijo de su hija Mandane y su esposo Cambises I, rey de Anshan y Susa. Astiages tomó este sueño como una diabólica profecía, así que ordenó a Harpago asesinar al joven Ciro. Harpago, temiendo manchar su nombre con este infanticidio, secretamente delegó el encargo a un pastor llamado Mitradates. Pero este, habiendo perdido recientemente a su propio hijo, decidió quedárselo como suyo. Para ello vistió a su verdadero hijo muerto con los ropajes del príncipe y expuso el cuerpo a las fieras del bosque tal y como se le había ordenado hacer con el joven Ciro. El ardid funcionó y Ciro se crio con el pastor.
Pero cuando el joven alcanzó los diez años de edad, se hizo ya evidente que no era el hijo de un pastor. Su comportamiento era demasiado noble, según Heródoto. Por una casualidad el rey Astiages pudo entrevistarse con el niño, e inmediatamente sospechó lo que podía haber pasado al darse cuenta de que el supuesto hijo de pastor se parecía a él mismo. Ordenó a Harpago relatar lo que había sucedido realmente, el cual confesó que no había matado al nieto del rey a pesar de que se le había ordenado hacerlo. Ciro recibió un trato favorable y hasta le fue permitido volver con sus verdaderos padres. Harpago, en cambio, recibió un cruel castigo por su comportamiento. Astiages le invitó a un banquete en el que, entre la comida, estaba escondida la carne de su propio hijo, haciéndoselo saber en el momento oportuno.

### La venganza de Harpago
Según Heródoto, Harpago estuvo buscando la ocasión para vengarse de la atrocidad cometida por Astiages. Cuando Ciro había alcanzado ya cierta edad, Harpago se las arregló para convencerle de que los medos estaban a punto de rebelarse contra su rey, quien decía se había convertido en un déspota. Ciro organizó una alianza de diez tribus persas y se rebeló. En respuesta Astiages armó a los medos, y cegado por la divina providencia, eligió a Harpago para ser el comandante de su ejército. Desde luego, Harpago no dudó en cambiar de aliados en cuanto pudo. Durante la batalla, que fue librada según una fuente más tardía, Estrabón de Amasia, en Pasargada, los medos se alinearon con los persas. El ejército unificado marchó a la capital Ecbatana y tomó a Astiages, quien fue hecho preso por Ciro.
Probablemente la primera parte de la historia es un cuento inventado para explicar la realidad histórica que es la segunda parte: Astiages fue traicionado. Podemos encontrar el mismo desenlace en la Crónica de Nabonido (una de las crónicas mesopotámicas), donde se relata que Ciro tomó oro, plata y todo el botín que pudo llevándoselo a Anshan.
Es posible que, en el fondo, la causa más fuerte que provocó la rebelión fuera insatisfacción con la política de Astiages. En el siglo VI a. C. las tribus iraníes fueron asentándose cada vez más, y sus líderes ya no eran jefes tribales «primeros entre iguales», sino que empezaron a comportarse como reyes auténticos. Cuando Astiages empezó a castigar a alguno de los otros jefes tribales, la revuelta fue inevitable.

### Al servicio de Ciro
La caída de Astiages no significó el final de la guerra. Sus antiguos aliados, los lidios, atacaron al recién formado Imperio  aqueménida en el 547 a. C. El rey lidio Creso, alentado por el Oráculo de Delfos, que había vaticinado que si enviaba a su ejército más allá del río Halis destruiría un imperio, fue derrotado por Ciro en la batalla del río Halis. En el invierno, Creso fue sitiado en su capital, Sardes. Antes de que la batalla final se iniciara, Harpago aconsejó a Ciro que pusiera a sus dromedarios delante en la línea del frente. Le dijo que los caballos lidios, no acostumbrados al olor de los dromedarios, tendrían miedo. Y así fue, la caballería lidia quedó inoperativa y los persas ganaron la batalla, cumpliéndose el vaticinio de Delfos: Creso había destruido un imperio, el suyo propio. Según la Crónica de Nabonido, Creso murió en la batalla, pero otras fuentes señalan que Ciro lo trató con amabilidad, concediéndole honores y la oportunidad de vivir en la corte persa.
La posterior pacificación de Lidia se dejó en manos del sátrapa Tabalo, quien subyugó a las ciudades griegas de las costas del Egeo que anteriormente habían pertenecido al Imperio Lidio.
El trabajo de enviar el tesoro de Creso a Persia fue encargado a un lidio llamado Pacties. Así que Ciro llegó a casa, Pacties indujo a los lidios a la rebelión y, usando el dinero de Creso, contrató mercenarios griegos y empezó un sitio a Sardes.
Ciro envió a un medo llamado Mazares a reconquistar Lidia, pero este general falleció pronto después de haber liberado la capital y tomado las ciudades griegas de Priene y Magnesia. Harpago tomó entonces el mando. Marchó sobre el resto de ciudades griegas, conquistando Focea y Teos, y dirigiéndose luego hacia el sur, donde subyugó a los carios y a los licios. Posteriormente volvió al norte donde capturó otras ciudades griegas. Parece que finalizó sus campañas en el 542 a. C.
Nada se conoce de la vejez de Harpago, pero parece que la dinastía local de Licia descendía del hombre que había hecho rey a Ciro.